# Alexandre-Antonin Tache
Alexandre-Antonin Tache (ur. 23 czerwca 1823 w Saint-Patrice de la Rivière-du-Loup, zm. 22 czerwca 1894) – misjonarz katolicki, biskup St. Boniface (Manitoba), polityk działający w XIX wieku w Kanadzie. Niezwykle zasłużony w walce o prawa Frankofonów Katolików i Metysów w Manitobie.
Gdy w 1841 Oblaci zostali zaproszeni przez Kompanie Zatoki Hudsona do prowadzenia akcji misyjnej na terenach Ziemi Ruperta Tache miał zaledwie osiemnaście lat. W 1844 jako diakon towarzyszył ojcu Pierre Aubert do Assiniboia w dzisiejszej Manitobie. 12 października 1845 otrzymał święcenia kapłańskie, a już w 1850 został biskupem. W cztery lata później objął swoją diecezję w St. Boniface.
Począwszy od 1867, po włączeniu Ziemi Ruperta do Kanady jako Terytoria Północno-Zachodnie, biskup Tache został powołany do rady rządowej Dystryktu Assiniboia, w której urzędował przez dziewięć lat. Od początku był także orędownikiem praw Metysów. Bezskutecznie próbował zwrócić uwagę rządowi w Ottawie, na specyfikę swego regionu, a gdy wybuchła w nim rebelia znana jako rebelia nad Rzeką Czerwoną pod wodza Louisa Riela stał się mediatorem Metysów i ich największym adwokatem. On też był autorem czwartej wersji listy postulatów, która stała się podstawa wynegocjowanego porozumienie pomiędzy kolonistami znad Rzeki Czerwonej a rządem federalnym Kanady. Wynikiem tych negocjacji było utworzenie nowej prowincji Kanady Manitoba.
Tache aktywnie uczestniczył w życiu politycznym nowej prowincji. Brał udział w ustalaniu jej podziału administracyjnego prowincji, oraz był twórca ustawy o prawie szkolnym sankcjonującym podwójny protestancki I katolicki system szkolny.
Tache pozostał w kontakcie z Louisem Riel, przebywającym na emigracji w USA, powstrzymując go od powrotu do Kanady. Gdy Riel ponownie wypłynął jako przywódca rebelii północno-zachodniej Biskup nie poparł go. Gdy ten jednak został ujęty o skazany na śmierć, bezskutecznie domagał się jego ułaskawienia.
Biskup Tache prowadził intensywne działania na rzecz katolickiego osadnictwo w Manitobie. Prowadził akcje informacyjna nie tylko w Qebecu, lecz także we frankofońskich krajach europejskich Francji, Belgii i Szwajcarii. Akcja ta skończyła się połowicznym sukcesem, a do Manitoby zaczęli napływać w większości emigranci z Wielkiej Brytanii i Europy Środkowej.
W 1980, gdy rząd federalny Kanady, zlikwidował dwoistość systemy szkolnego, wywołując tym ostry spór znany jako kryzys szkolny w Manitobie, Biskup Tache stanął na czele ruchu walczącego od odzyskanie utraconych przywilejów.